# Terminal de Boukhadra (Tébessa)
Le terminal de Boukhadra est un terminal ferroviaire de marchandises situé sur le site de la mine de fer de Boukhadra, dans la wilaya de Tébessa.

## Situation ferroviaire
Le terminal est situé au nord-est de la ville de Boukhadra, dans le site du gisement de fer de Boukhadra. C'est le terminus de la ligne de Chenia à Boukhadra. Il est précédé de la gare de Aïn Chenia.

## Histoire
La gare est ouverte en 1929, lors de la mise en service de la ligne Chenia à Boukhadra,.

## Services
Le terminal est dédié au chargement du fer extrait de la mine de Boukhadra. Les trains de minerai ont pour destination le complexe sidérurgique d'El Hadjar situé dans la banlieue sud d'Annaba.